# Junior League World Series 2010
Die Junior League World Series 2010 war die 30. Austragung der Junior League Baseball World Series, einem internationalen Baseballturnier für Knaben zwischen 13 und 14 Jahren. Gespielt wurde wie jedes Jahr in Taylor, Michigan.

## Teilnehmer
Die zehn Mannschaften bildeten eine Gruppe aus fünf Mannschaften aus den Vereinigten Staaten und eine Gruppe aus fünf internationalen Mannschaften.
| Vereinigte Staaten                       | International                                   |
| ---------------------------------------- | ----------------------------------------------- |
| Freehold Township, New Jersey Region Ost | Taipeh, Chinesisch Taipeh Region Asien-Pazifik  |
| Mechanicsville, Virginia Region Südost   | Kirowohrad, Ukraine Region EMEA                 |
| Tyler, Texas Region Südwest              | Coquitlam, British Columbia Region Kanada       |
| El Monte, Kalifornien Region West        | Guatemala-Stadt, Guatemala Region Lateinamerika |
| Jeffersonville, Indiana Region Zentral   | Guaymas, Sonora Region Mexiko                   |

## Ergebnisse
Die Teams wurden in zwei Gruppen eingeteilt. Jeder spielte gegen Jeden in seiner Gruppe, die beiden Ersten spielten gegeneinander den Finalplatz aus.

### Vorrunde

#### Gruppe Vereinigte Staaten
| Platz | Region  | W | L | %     |
| ----- | ------- | - | - | ----- |
| 1.    | West    | 3 | 1 | 0.750 |
| 2.    | Südwest | 3 | 1 | 0.750 |
| 3.    | Zentral | 2 | 2 | 0.500 |
| 4.    | Südost  | 1 | 3 | 0.250 |
| 5.    | Ost     | 1 | 3 | 0.250 |

| Datum      | Zeit  | Begegnung | Begegnung | Begegnung | Ergebnis |
| ---------- | ----- | --------- | --------- | --------- | -------- |
| 15. August | 12:00 | Südwest   | –         | Zentral   | 7:0      |
| 15. August | 17:30 | Ost       | –         | West      | 2:11     |
| 16. August | 11:00 | Ost       | –         | Südost    | 2:4      |
| 16. August | 20:00 | Zentral   | –         | West      | 11:3     |
| 17. August | 14:00 | Zentral   | –         | Ost       | 1:12     |
| 17. August | 20:00 | Südwest   | –         | Südost    | 7:2      |
| 18. August | 14:00 | Südwest   | –         | West      | 1:5      |
| 18. August | 17:00 | Zentral   | –         | Südost    | 7:4      |
| 19. August | 17:00 | West      | –         | Südost    | 12:9     |
| 19. August | 20:00 | Südwest   | –         | Ost       | 4:3      |

#### Gruppe International
| Platz | Region        | W | L | %     |
| ----- | ------------- | - | - | ----- |
| 1.    | Asien-Pazifik | 4 | 0 | 1.000 |
| 2.    | Lateinamerika | 3 | 1 | 0.750 |
| 3.    | Mexiko        | 2 | 2 | 0.500 |
| 4.    | EMEA          | 1 | 3 | 0.250 |
| 5.    | Kanada        | 0 | 4 | 0.000 |

| Datum      | Zeit  | Begegnung     | Begegnung | Begegnung     | Ergebnis |
| ---------- | ----- | ------------- | --------- | ------------- | -------- |
| 15. August | 14:45 | Kanada        | –         | EMEA          | 4:5      |
| 15. August | 20:15 | Asien-Pazifik | –         | Lateinamerika | 7:2      |
| 16. August | 14:00 | Lateinamerika | –         | Mexiko        | 7:6      |
| 16. August | 17:00 | EMEA          | –         | Asien-Pazifik | 0:13     |
| 17. August | 11:00 | Kanada        | –         | Asien-Pazifik | 0:10     |
| 17. August | 17:00 | EMEA          | –         | Mexiko        | 0:3      |
| 18. August | 11:00 | EMEA          | –         | Lateinamerika | 2:3      |
| 18. August | 20:00 | Kanada        | –         | Mexiko        | 1:11     |
| 19. August | 11:00 | Asien-Pazifik | –         | Mexiko        | 8:5      |
| 19. August | 14:00 | Kanada        | –         | Lateinamerika | 4:5      |

### Finalrunde
|  | US und Intern. Finale | US und Intern. Finale |                   |             | Weltmeisterschaft | Weltmeisterschaft |
|  |                       |                       |                   |             |                   |                   |
|  | 20. August            |                       |                   |             |                   |                   |
|  | IN1 Asien-Pazifik     | 10                    |                   |             |                   |                   |
|  | IN2 Lateinamerika     | 3                     |                   |             | 21. August        | 21. August        |
|  |                       |                       | IN1 Asien-Pazifik | 9           |                   |                   |
|  | 20. August            | 20. August            |                   | US2 Südwest | 1                 |                   |
|  | US1 West              | 2                     |                   |             |                   |                   |
|  | US2 Südwest           | 8                     |                   |             |                   |                   |
|  |                       |                       |                   |             |                   |                   |

## Weblink
- Offizielle Webseite der Junior League World Series